# 紅玉翠蛺蝶
紅玉翠蛺蝶（学名：Euthalia irrubescens），又名閃電蛺蝶、閃電蝶、暗翠蛺蝶、紅裙邊翠蛺蝶、閃電綠蛺蝶。为蛺蝶科翠蛺蝶屬下的一个种。

## 描述
本種蛺蝶雌雄差異不大，或幾乎無二型性。
中小型，體色黑褐，頭部複眼後緣與下唇鬚具紅紋。雄蝶頭褐色，下唇鬚背面黑褐、腹面紅色；胸、腹背部黑褐，腹面褐色；足褐色，前足跗節癒合、針狀、有毛；雌蝶體型略大，後翅臀區較鈍，前足跗節分節、有爪、無毛。
前翅長29-40 mm，呈直角三角形，前緣凸、外緣中央凹、後緣近直；後翅雄蝶橢圓形、雌蝶近圓形，臀區微尖，翅脈末端微凸。
翅背面底色褐色，基半部偏暗，外側色較淺，前翅帶黃褐、後翅泛藍紫。翅室內具黑褐色條紋呈放射狀，後翅末端膨大。前翅中室具兩條紅色短紋，後翅臀區有紅斑。翅腹面較淺，亦具放射狀條紋與紅紋，前翅基半部明顯偏暗，後翅基部有黑褐色鏤空紋，內含紅紋。緣毛褐或黑白相間。

## 分佈
分布於華西至華東及臺灣等地。
臺灣分布於本島中海拔山區。

## 棲地
棲息於常綠闊葉林，一年可多代。成蝶飛行快速，喜吸食腐果，雄蝶會吸水；幼蟲以桑寄生科植物如大葉桑寄生、忍冬葉桑寄生、蓮花池桑寄生等葉片為食。